# Gabriela Dabrowski
Gabriela Dabrowski (Ottawa, 1992. április 1. –) vegyes párosban olimpiai bronzérmes, párosban egyszeres, vegyes párosban kétszeres Grand Slam-tornagyőztes hivatásos kanadai teniszezőnő, olimpikon.
2011 óta profi teniszjátékos. Pályafutása során párosban 19 WTA tornagyőzelmet szerzett, emellett egyéniben 2, párosban 12 ITF-tornagyőzelemmel rendelkezik. Legjobb világranglista helyezése egyéniben a 164. hely, amelyre 2014. november 3-án került, párosban a 3. hely 2024. július 15-én.
A Grand Slam-tornákon juniorként Babos Tímea párjaként döntőt játszott a 2010-es Australian Openen. A felnőttek között egyéniben nem sikerült a főtáblára kerülnie, vegyes párosban két alkalommal szerezte meg a tornagyőzelmet, a 2017-es Roland Garroson Róhan Bópanna, valamint a 2018-as Australian Openen Mate Pavić párjaként. Párosban 2023-ban az új-zélandi Erin Routliffe párjaként megnyerte a US Opent, akivel párban 2024-ben győzött a WTA Finals évvégi világbajnokságon is.
Kanada csapatának tagjaként vett részt a 2016-os riói olimpia női páros versenyén. 2024-ben vegyes párosban bronzérmet szerzett a párizsi olimpián.
2013 óta tagja Kanada Fed-kupa-válogatottjának.

## Pályafutása

### Kezdeti időszak
2006 januárjában megnyerte a Les Petits As tornát, a 14 éven aluliak nemhivatalos világbajnokságának is nevezett legrangosabb versenyét, majd ugyanezen év decemberében a 16 éven aluliak legrangosabb versenyén, az Orange Bowl-tornán párosban a döntőbe jutott. 2009-ben egyéniben megnyerte az Orange Bowl 18 év alattiak versenyét, a döntőben legyőzve az első kiemelt Kristina Mladenovicot.
2010-ben Babos Tímea párjaként döntőt játszott az Australian Openen a junior lányok páros versenyén.

## A profik között
Első profi döntőjét 2011. novemberben Torontóban játszotta az 50 000 dolláros ITF-tornán. WTA tornán párosban ért el jobb eredményeket, 2013 májusában a Premier kategóriájú Brussels Openen Sahar Peér párjaként a döntőbe jutott. Egyéniben először 2014 júliusában a Swedish Openen játszott a főtáblán, amikor a kvalifikációból feljutott, majd az első körben legyőzte Camila Giorgit, és a második körben kapott csak ki Mona Bartheltől.
Grand Slam-tornán először 2013-ban indulhatott. A US Openen a kvalifikáció első fordulójában szenvedett vereséget. A 2014-es és a 2015-ös US Roland Garroson már a kvalifikáció második köréig jutott, Grand Slam-tornán ez eddigi legjobb eredménye.

### Első páros WTA-győzelem
2014 augusztusában a Citi Openen érte el első páros WTA-tornagyőzelmét. 2015 júliusában a Pán-amerikai Játékokon párosban arany-, vegyes párosban ezüstérmet szerzett.

### Grand Slam-tornagyőzelmek vegyes párosban
2017-ben Róhan Bópanna párjaként megnyerte a 2017-es Roland Garros vegyes páros versenyét, ezzel az első kanadai lett, aki Grand Slam-tornagyőzelmet aratott. Ebben az évben Hszü Ji-fan partnereként bejutott a 2017-es WTA Finals páros versenyébe, ahol a negyeddöntőben estek ki. A 2018-as Australian Openen Mate Pavić párjaként vegyes párosban a második Grand Slam-tornagyőzelmét aratta. Ebben az évben a páros világranglistán a 7. helyre került.

### Junior Grand Slam döntői

#### Páros

##### Elveszített döntők (1)
| Év   | Bajnokság       | Borítás | Partner     | Ellenfél                       | Eredmény    |
| ---- | --------------- | ------- | ----------- | ------------------------------ | ----------- |
| 2010 | Australian Open | Kemény  | Babos Tímea | Jana Čepelová Chantal Škamlová | 6–7(1), 2–6 |

### Grand Slam döntői

#### Páros

##### Győzelmei (1)
| Év   | Bajnokság | Borítás | Partner        | Ellenfél                        | Eredmény    |
| ---- | --------- | ------- | -------------- | ------------------------------- | ----------- |
| 2023 | US Open   | Kemény  | Erin Routliffe | Laura Siegemund Vera Zvonarjova | 7–6(9), 6–3 |

##### Elveszített döntők (2)
| Év   | Bajnokság | Borítás | Partner        | Ellenfél                           | Eredmény       |
| ---- | --------- | ------- | -------------- | ---------------------------------- | -------------- |
| 2019 | Wimbledon | Fű      | Hszü Ji-fan    | Hszie Su-vej Barbora Strýcová      | 2–6, 4–6       |
| 2024 | Wimbledon | Fű      | Erin Routliffe | Kateřina Siniaková Taylor Townsend | 6–7(5), 6–7(1) |

## WTA-döntői

### Páros

#### Győzelmei (19)
| Összesítés            |                              |
| Grand Slam-torna (1)  |                              |
| Premier Mandatory (1) | WTA 1000 (kötelező)* (2)     |
| Premier Five (1)      | WTA 1000 (nem kötelező)* (1) |
| Premier (3)           | WTA 500* (3)                 |
| International (4)     | WTA 250* (2)                 |
| WTA Finals (1)        |                              |

*2021-től megváltozott a tornák kategóriáinak elnevezése.
| No. | Dátum                | Torna                                           | Borítás    | Partner                     | Ellenfél a döntőben                        | Eredmény a döntőben |
| 1   | 2014. augusztus 3.   | Washington Open, Washington, Egyesült Államok   | Kemény     | Aojama Súko                 | Kuvata Hiroko Nara Kurumi                  | 6–1, 6–2            |
| 2   | 2015. március 8.     | Monterrey Open, Monterrey, Mexikó               | Kemény     | Alicja Rosolska             | Anastasia Rodionova Arina Rodionova        | 6–3, 2–6, [10–3]    |
| 3   | 2016. június 19.     | Mallorca Open, Mallorca, Spanyolország          | Fű         | María José Martínez Sánchez | Anna-Lena Friedsam Laura Siegemund         | 6–4, 6–2            |
| 4   | 2017. április 2.     | Miami Open, Miami, Egyesült Államok             | Kemény     | Hszü Ji-fan                 | Szánija Mirza Barbora Strýcová             | 6–4, 6–3            |
| 5   | 2017. augusztus 26.  | Connecticut Open, Connecticut, Egyesült Államok | Kemény     | Hszü Ji-fan                 | Ashleigh Barty Casey Dellacqua             | 3–6, 6–3, [10–8]    |
| 6   | 2018. január 12.     | Apia International Sydney, Sydney, Ausztrália   | Kemény     | Hszü Ji-fan                 | Latisha Chan Andrea Sestini Hlaváčková     | 6–3, 6–1            |
| 7   | 2018. február 18.    | Qatar Ladies Open, Katar                        | Kemény     | Jeļena Ostapenko            | Andreja Klepač María José Martínez Sánchez | 6–3, 6–3            |
| 8   | 2018. június 30.     | AEGON International, Eastbourne                 | Fű         | Hszü Ji-fan                 | Irina-Camelia Begu Mihaela Buzărnescu      | 6–3, 7–5            |
| 9   | 2019. május 25.      | Nürnberger Versicherungscup, Nürnberg           | Salak      | Hszü Ji-fan                 | Sharon Fichman Nicole Melichar             | 4–6, 7–6(5), [10–5] |
| 10. | 2021. augusztus 15.  | Canada Open, Montréal                           | Kemény     | Luisa Stefani               | Darija Jurak Andreja Klepač                | 6–3, 6–4            |
| 11. | 2022. május 7.       | Madrid Open, Madrid                             | Salak      | Giuliana Olmos              | Desirae Krawczyk Demi Schuurs              | 7–6(1), 5–7, [10–7] |
| 12. | 2022. szeptember 18. | Chennai Open, Csennai, India                    | Kemény     | Luisa Stefani               | Anna Blinkova Natyela Dzalamidze           | 6–1, 6–2            |
| 13. | 2022. szeptember 25. | Pan Pacific Open, Tokió, Japán                  | Kemény     | Giuliana Olmos              | Nicole Melichar Ellen Perez                | 6–4, 6–4            |
| 14. | 2023. szeptember 10. | US Open, New York, Egyesült Államok             | Kemény     | Erin Routliffe              | Laura Siegemund Vera Zvonarjova            | 7–6(9), 6–3         |
| 15. | 2023. október 15.    | Zhengzhou Open, Csengcsou, Kína                 | Kemény     | Erin Routliffe              | Aojama Súko Sibahara Ena                   | 6–2, 6–4            |
| 16. | 2024. június 16.     | Nottingham Open, Nottingham, Egyesült Királyság | Fű         | Erin Routliffe              | Harriet Dart Diane Parry                   | 5–7, 6–3, [11–9]    |
| 17. | 2024. november 9.    | WTA Finals, Rijád, Szaúd-Arábia                 | Kemény (f) | Erin Routliffe              | Kateřina Siniaková Taylor Townsend         | 7–5, 6–3            |
| 18. | 2025. április 20.    | Stuttgart Open, Stuttgart, Németország          | Salak (f)  | Erin Routliffe              | Jekatyerina Alekszandrova Csang Suaj       | 6–3, 6–3            |
| 19. | 2025. augusztus 17.  | Cincinnati Open, Mason, Ohio, Egyesült Államok  | Kemény     | Erin Routliffe              | Kuo Han-jü Alekszandra Panova              | 6–4, 6–3            |

#### Elveszített döntői (20)
| No. | Dátum                | Torna                                                    | Borítás    | Partner          | Ellenfél a döntőben                                | Eredmény a döntőben |
| 1.  | 2013. május 25.      | Brussels Open, Brüsszel, Belgium                         | Salak      | Sahar Peér       | Anna-Lena Grönefeld Květa Peschke                  | 0–6, 3–6            |
| 2.  | 2013. október 13.    | Linz Open, Linz, Ausztria                                | Kemény (f) | Alicja Rosolska  | Karolína Plíšková Kristýna Plíšková                | 6–7(6), 4–6         |
| 3.  | 2016. június 12.     | Nottingham Open, Nottingham, Egyesült Királyság          | Fű         | Jang Csao-hszüan | Andrea Hlaváčková Peng Suaj                        | 5–7, 6–3, [7–10]    |
| 4.  | 2017. január 14.     | Moorilla Hobart International, Hobart, Ausztrália        | Kemény     | Jang Csao-hszüan | Raluca Olaru Olha Szavcsuk                         | 6–0, 4–6, [5–10]    |
| 5.  | 2018. október 7.     | China Open, Peking, Kína                                 | Kemény     | Hszü Ji-fan      | Andrea Sestini Hlaváčková Barbora Strýcová         | 6–4, 4–6, [8–10]    |
| 6.  | 2019. május 11.      | Mutua Madrid Open, Madrid, Spanyolország                 | Salak      | Hszü Ji-fan      | Hszie Su-vej Barbora Strýcová                      | 3–6, 1–6            |
| 7.  | 2019. július 14.     | Wimbledon, London, Egyesült Királyság                    | Fű         | Hszü Ji-fan      | Hszie Su-vej Barbora Strýcová                      | 2–6, 4–6            |
| 8.  | 2020. január 17.     | Adelaide International, Adelaide, Ausztrália             | Kemény     | Darija Jurak     | Nicole Melichar Hszü Ji-fan                        | 6–2, 5–7, [5–10]    |
| 9.  | 2020. február 28.    | Qatar Total Open, Doha, Katar                            | Kemény     | Jeļena Ostapenko | Hszie Su-vej Barbora Strýcová                      | 2–6, 7–5, [2–10]    |
| 10. | 2020. október 25.    | Ostrava Open, Ostrava, Csehország                        | Kemény (f) | Luisa Stefani    | Elise Mertens Arina Szabalenka                     | 1–6, 3–6            |
| 11. | 2021. május 8.       | Mutua Madrid Open, Madrid, Spanyolország                 | Salak      | Demi Schuurs     | Barbora Krejčíková Kateřina Siniaková              | 4–6, 3–6            |
| 12. | 2021. augusztus 8.   | Silicon Valley Classic, San José, Kalifornia, USA        | Kemény     | Luisa Stefani    | Darija Jurak Andreja Klepač                        | 1–6, 5–7            |
| 13. | 2021. augusztus 22.  | Cincinnati Open, Mason, Ohio, USA                        | Kemény     | Luisa Stefani    | Samantha Stosur Csang Suaj                         | 5–7, 3–6            |
| 14. | 2022. május 15.      | Italian Open, Róma, Olaszország                          | Salak      | Giuliana Olmos   | Veronyika Kugyermetova Anasztaszija Pavljucsenkova | 6–1, 4–6, [7–10]    |
| 15. | 2022. október 16.    | San Diego Open, San Diego, USA                           | Kemény     | Giuliana Olmos   | Cori Gauff Jessica Pegula                          | 6–1, 5–7, [4–10]    |
| 16. | 2023. szeptember 24. | Guadalajara Open, Guadalajara, Mexikó                    | Kemény     | Erin Routliffe   | Storm Hunter Elise Mertens                         | 6–3, 2–6, [4–10]    |
| 17. | 2024. március 31.    | Miami Open, Miami, USA                                   | Kemény     | Erin Routliffe   | Sofia Kenin Bethanie Mattek-Sands                  | 6–4, 6–7(5), [9–11] |
| 18. | 2024. június 29.     | Eastbourne International, Eastbourne, Egyesült Királyság | Fű         | Erin Routliffe   | Ljudmila Kicsenok Jeļena Ostapenko                 | 7–5, 6–7(2), [8–10] |
| 19. | 2024. július 13.     | Wimbledon, London, Egyesült Királyság                    | Fű         | Erin Routliffe   | Kateřina Siniaková Taylor Townsend                 | 6–7(5), 6–7(1)      |
| 20. | 2024. augusztus 11.  | Canadian Open, Torontó, Kanada                           | Kemény     | Erin Routliffe   | Caroline Dolehide Desirae Krawczyk                 | 6–7(2), 6–3, [7–10] |

## ITF döntői

### Egyéni: 6 (2–4)
| Díjazás        |
| -------------- |
| $100,000 torna |
| $75,000 torna  |
| $50,000 torna  |
| $25,000 torna  |
| $15,000 torna  |
| $10,000 torna  |

| Borításonként |
| ------------- |
| Kemény (2–2)  |
| Salak (0–2)   |
| Fű (0–0)      |
| Szőnyeg (0–0) |

| Eredmény | No. | Dátum              | Torna                                                          | Borítás    | Ellenfél        | Eredmény         |
| -------- | --- | ------------------ | -------------------------------------------------------------- | ---------- | --------------- | ---------------- |
| Döntős   | 1   | 2011. november 6.  | Tevlin Women's Challenger, Toronto, Kanada                     | Kemény (f) | Amra Sadiković  | 4–6, 2–6         |
| Döntős   | 2   | 2013. július 7.    | Waterloo Challenger, Waterloo, Kanada                          | Salak      | Julia Glushko   | 1–6, 3–6         |
| Döntős   | 3   | 2013. november 10. | South Seas Island Resort Women's Pro Classic, Egyesült Államok | Kemény     | Mandy Minella   | 3–6, 3–6         |
| Döntős   | 4   | 2014. január 12.   | Vero Beac], Florida, Egyesült Államok                          | Salak      | Laura Siegemund | 3–6, 6–7(10)     |
| Győztes  | 1   | 2014. november 2.  | Tevlin Women's Challenger, Tornto, Kanada                      | Kemény (f) | Maria Sanchez   | 6–4, 2–6, 7–6(7) |
| Győztes  | 2   | 2016. november 27. | Nashville, Egyesült Államok                                    | Kemény (f) | Jennifer Elie   | 7–6(6), 6–4      |

### Páros 20 (12–8)
| Díjazás          |
| ---------------- |
| $100,000 verseny |
| $75,000 verseny  |
| $50,000 verseny  |
| $25,000 verseny  |
| $15,000 verseny  |
| $10,000 verseny  |

| Döntők borítás szerint |
| ---------------------- |
| Kemény (8–4)           |
| Salak (4–3)            |
| Fű (0–1)               |
| Szőnyeg (0–0)          |

| Eredmény | Ssz. | Dátum              | Verseny                                             | Borítás    | Partner             | Ellenfél                               | Eredmény            |
| -------- | ---- | ------------------ | --------------------------------------------------- | ---------- | ------------------- | -------------------------------------- | ------------------- |
| Győztes  | 1    | 2007. november 11. | Tevlin Women's Challenger,Toronto, Kanada           | Kemény (f) | Sharon Fichman      | Maria Fernanda Alves Christina Wheeler | 6–3, 6–0            |
| Döntős   | 1    | 2008. október 26.  | Challenger de Saguenay, Saguenay, Kanada            | Kemény (f) | Sharon Fichman      | Marosi Katalin Marina Tavares          | 6–2, 4–6, [4–10]    |
| Döntős   | 2    | 2010. június 19.   | Pozsony, Szlovákia                                  | Salak      | Chantal Škamlová    | Katarína Kachlíková Lenka Tvarošková   | 4–6, 6–7(2)         |
| Győztes  | 2    | 2010. november 6.  | Toronto, Kanada                                     | Kemény (f) | Sharon Fichman      | Brittany Augustine Alexandra Mueller   | 6–4, 6–0            |
| Döntős   | 3    | 2011. január 22.   | Lutz, Florida, Egyesült Államok                     | Salak      | Sharon Fichman      | Ahsha Rolle Mashona Washington         | 4–6, 4–6            |
| Döntős   | 4    | 2011. október 30.  | Saguenay, Kanada                                    | Kemény (f) | Marie-Ève Pelletier | Babos Tímea Jessica Pegula             | 4–6, 3–6            |
| Győztes  | 3    | 2011. november 7.  | Toronto, Kanada                                     | Kemény (f) | Marie-Ève Pelletier | Babos Tímea Jessica Pegula             | 7–5, 6–7(5), [10–4] |
| Győztes  | 4    | 2012. május 13.    | Raleigh, Egyesült Államok                           | Salak      | Marie-Ève Pelletier | Alexandra Mueller Asia Muhammad        | 6–4, 4–6, [10–5]    |
| Döntős   | 5    | 2012. május 19.    | Salunga-Landisville, Pennsylvania, Egyesült Államok | Kemény     | Alexandra Mueller   | Macall Harkins Chieh-Yu Hsu            | 3–6, 4–6            |
| Döntős   | 6    | 2012. július 14.   | Waterloo, Kanada                                    | Salak      | Aojama Súko         | Sharon Fichman Marie-Ève Pelletier     | 2–6, 5–7            |
| Győztes  | 5    | 2012. október 28.  | Saguenay, Kanada                                    | Kemény (f) | Alla Kudrjavceva    | Sharon Fichman Marie-Ève Pelletier     | 6–2, 6–2            |
| Győztes  | 6    | 2012, november 4.  | Toronto, Kanada                                     | Kemény (f) | Alla Kudrjavceva    | Eugenie Bouchard Jessica Pegula        | 6–2, 7–6(2)         |
| Győztes  | 7    | 2013. május 5.     | Wiesbaden, Németország                              | Salak      | Sharon Fichman      | Dinah Pfizenmaier Anna Zaja            | 6–3, 6–3            |
| Döntős   | 7    | 2013. június 9.    | Nottingham, Egyesült Királyság                      | Fű         | Sharon Fichman      | Maria Sanchez Nicola Slater            | 6–4, 3–6, [8–10]    |
| Győztes  | 8    | 2013. július 7.    | Waterloo, Kanada                                    | Salak      | Sharon Fichman      | Misa Eguchi Hozumi Eri                 | 7–6(6), 6–3         |
| Győztes  | 9    | 2013. november 9.  | Captiva Island, Egyesült Államok                    | Kemény     | Allie Will          | Julia Boserup Alexandra Mueller        | 6–1, 6–2            |
| Győztes  | 10   | 2014. július 6.    | Reinert Open, Versmold, Németország                 | Salak      | Mariana Duque       | Verónica Cepede Royg Stephanie Vogt    | 6–4, 6–2            |
| Döntős   | 8    | 2014. november 2.  | Toronto, Kanada                                     | Kemény (f) | Tatjana Maria       | Maria Sanchez Taylor Townsend          | 5–7, 6–4, [13–15]   |
| Győztes  | 11   | 2014. november 9.  | Captiva Island, Egyesült Államok                    | Kemény     | Ana Tatisvili       | Asia Muhammad Maria Sanchez            | 6–3, 6–3            |
| Győztes  | 12   | 2016. november 6.  | Toronto, Kanada                                     | Kemény (f) | Michaëlla Krajicek  | Ashley Weinhold Caitlin Whoriskey      | 6–4, 6–3            |

## Eredményei Grand Slam-tornákon

### Páros
| Grand Slam | Australian Open              | Australian Open                       | Roland Garros              | Roland Garros                         | Wimbledon                  | Wimbledon                            | US Open                    | US Open                               |
| Év         | Eredmény Partner             | Utolsó ellenfél                       | Eredmény Partner           | Utolsó ellenfél                       | Eredmény Partner           | Utolsó ellenfél                      | Eredmény Partner           | Utolsó ellenfél                       |
| 2013       | −                            | −                                     | −                          | −                                     | Selejtező (Q1)             | Selejtező (Q1)                       | −                          | −                                     |
| 2014       | −                            | −                                     | 2. kör Alicja Rosolska     | Cara Black Szánija Mirza              | 1. kör Alicja Rosolska     | Lucie Hradecká Michaëlla Krajicek    | 3. kör Alicja Rosolska     | Andrea Hlaváčková Cseng Csie          |
| 2015       | 3. kör Alicja Rosolska       | Michaëlla Krajicek Barbora Strýcová   | 1. kör Alicja Rosolska     | Csan Jung-zsan Cseng Csie             | 1. kör Alicja Rosolska     | Casey Dellacqua J. Svedova           | 1. kör Alicja Rosolska     | Ljudmila Kicsenok Nagyija Kicsenok    |
| 2016       | 1. kör Alicja Rosolska       | Konta Johanna Heather Watson          | 2. kör MJ Martínez Sánchez | J. Makarova J. Vesznyina              | 2. kör MJ Martínez Sánchez | A Medina Garrigues A Parra Santonja  | 1. kör MJ Martínez Sánchez | Daria Gavrilova Darja Kaszatkina      |
| 2017       | 2. kör Michaëlla Krajicek    | Andreja Klepač MJ Martínez Sánchez    | 3. kör Hszü Ji-fan         | Raluca Olaru Olha Szavcsuk            | 1. kör Hszü Ji-fan         | Elise Mertens Demi Schuurs           | Negyeddöntő Hszü Ji-fan    | Lucie Šafářová Barbora Strýcová       |
| 2018       | Negyeddöntő Hszü Ji-fan      | J Makarova J Vesznyina                | 3. kör Hszü Ji-fan         | Eri Hozumi Makoto Ninomiya            | Elődöntő Hszü Ji-fan       | Nicole Melichar Květa Peschke        | 2. kör Hszü Ji-fan         | Samantha Stosur Csang Suaj            |
| 2019       | 1. kör Hszü Ji-fan           | Barbora Strýcová M Vondroušová        | Negyeddöntő Hszü Ji-fan    | Tuan jing-jing Cseng Szaj-szaj        | Döntő Hszü Ji-fan          | Hszie Su-vej Barbora Strýcová        | Negyeddöntő Hszü Ji-fan    | Viktória Kužmová A Szasznovics        |
| 2020       | Negyeddöntő Jeļena Ostapenko | Barbora Krejčíková Kateřina Siniaková | 3. kör Jeļena Ostapenko    | Marta Kosztyuk A Szasznovics          | elmaradt                   | elmaradt                             | Negyeddöntő Alison Riske   | Asia Muhammad Taylor Townsend         |
| 2021       | 2. kör B Mattek-Sands        | Cori Gauff Caty McNally               | 3. kör Leylah Fernandez    | Barbora Krejčíková Kateřina Siniaková | 1. kör Caroline Garcia     | Aojama Súko Sibahara Ena             | Elődöntő Luisa Stefani     | Cori Gauff Catherine McNally          |
| 2022       | 2. kör Giuliana Olmos        | Kirsten Flipkens S Sorribes Tormo     | 3. kör Giuliana Olmos      | Ljudmila Kicsenok Jeļena Ostapenko    | 3. kör Giuliana Olmos      | Danielle Collins Desirae Krawczyk    | Negyeddöntő Giuliana Olmos | Barbora Krejčíková Kateřina Siniaková |
| 2023       | 3. kör Giuliana Olmos        | Caroline Dolehide Anna Kalinszkaja    | 3. kör Luisa Stefani       | Leylah Fernandez Taylor Townsend      | 1. kör Aleksandra Krunić   | Lauren Davis Rosalie van der Hoek    | Győztes Erin Routliffe     | Laura Siegemund Vera Zvonarjova       |
| 2024       | Elődöntő Erin Routliffe      | Ljudmila Kicsenok Jeļena Ostapenko    | –                          | –                                     | Döntő Erin Routliffe       | Kateřina Siniaková Taylor Townsend   | Negyeddöntő Erin Routliffe | Csan Hao-csing Veronyika Kugyermetova |
| 2025       | Elődöntő Erin Routliffe      | Hszie Su-vej Jeļena Ostapenko         | –                          | –                                     | Negyeddöntő Erin Routliffe | Veronyika Kugyermetova Elise Mertens |                            |                                       |

## Év végi világranglista-helyezései
| Év     | 2007  | 2008 | 2009 | 2010 | 2011 | 2012 | 2013 | 2014 | 2015 | 2016 | 2017 | 2018 | 2019 | 2020 | 2021 | 2022  | 2023 | 2024  |   |
| Egyéni | 835.  | 865. | 805. | 494. | 359. | 395. | 238. | 164. | 318. | 704. | 278. | 461. | 484. | 485. | 714. | 1012. | –    | 1012. | – |
| Páros  | 1010. | 371. | 580. | 321. | 224. | 138. | 65.  | 58.  | 48.  | 39.  | 18.  | 10.  | 8.   | 10.  | 7.   | 7.    | 8.   | 3.    |   |

## Díjai, elismerései
- Az év páros teniszezőnője Kanadában (2018)[11]
- Peachy Kellmeyer Player Service Award (WTA) (2019)[12]